# Яковлєв Олег Жамсарайович
Олег Жамсараевіч Яковлєв (18 листопада 1969, Чойбалсан (в паспорті місцем народження вказано Улан-Батор), Монголія — 29 червня 2017, Москва, Росія) — російський співак і актор, екс-соліст популярної групи «Іванушки International» (1998—2013).

## Біографія
Пізніше сім'я переїхала в Ангарськ, любив гуманітарні предмети . Співав у хорі в Палаці піонерів. Займався в спортивній секції легкої атлетики, був кандидатом у майстри спорту.

### Театральна кар'єра
Закінчив Іркутське театральне училище з червоним дипломом за фахом «актор театру ляльок» . Але йому не подобалося бути за ширмою, менше місяця пропрацював в Іркутському ляльковому театрі..
Потім поїхав у Москву. Вступив відразу в Щукінське училище, МХАТ і ГІТІС, вибрав ГИТИС (навчався в майстерні Людмили Касаткіної), в 1990 році знявся у фільмі «Сто днів до наказу».
Після закінчення інституту, його особисто запросив Армен Борисович Джигарханян працювати в свій театр, працював паралельно двірником, вставав о 6 ранку, прибирав і втікав на репетицію до 10. Двірник, спортсмен і самородок з Монголії — «Іванушка» Олег Яковлєв, якого ми не знали.
Брав участь в спектаклях «Козаки», «Дванадцята ніч», «Лев Гурич Синиця». У роки роботи у Джигарханяна, підробляв на радіо — записував рекламу, знявся в головній ролі в кліпі Алли Пугачової на пісню «Річковий трамвайчик».
Він побачив по телевізору оголошення, що «Иванушки» шукають нового соліста замість Ігоря Соріна, коли він працював в театрі Олексія Рибникова записав пісню «Белый шиповник» з рок-опери «Юнона і Авось» та «Джорджію», касету із записом цих пісень він вклав в конверт, і відправив поштою в продюсерський центр Ігоря Матвієнка, сподівався, що йому дадуть роботу в студії.

### Иванушки International

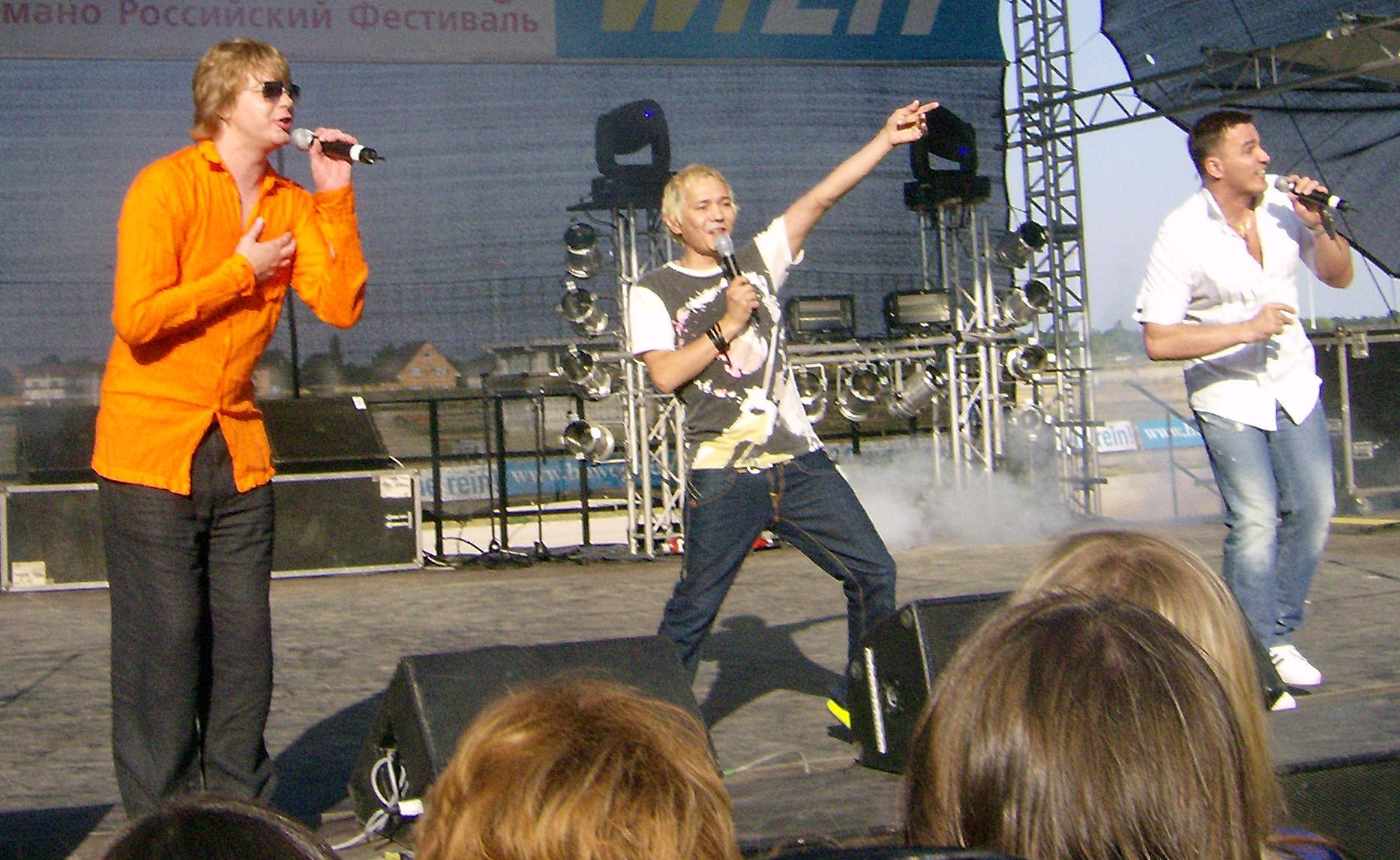
Берлін червень 2008 року

Пропрацював в групі «Іванушки International» за словами самого Олега Яковлєва 17 років , як основний соліст 15 років з 1998 по 2013 рік.
У 1997 році брав участь у записі альбому «Твої листи», знявся і заспівав у відеокліпі на пісню «Кукла» разом з іншими учасниками групи «Іванушки International», а в березні 1998 року став її повноправним солістом, після того як на початку року Ігор Сорін покинув групу.
Його місце зайняв український співак Кирило Туриченко .

#### Дискографія в складі групи «Іванушки International»
- 1997 — Твої листи (бек-вокал)
- 1999 — Про це я буду кричати всю ніч
- 2000 — Почекай мене
- 2002 — Олег Андрій Кирило

#### Кліпи в складі групи «Іванушки International»
| рік    | кліп                                        | режисер                       | альбом                          |
| ------ | ------------------------------------------- | ----------------------------- | ------------------------------- |
| 1997   | «Кукла»                                     | Александр Андраникян          | «Твої листи»                    |
| 1998   | «Поверь, мне тоже очень жаль»               | Евгений Митрофанов            | «Про це я буду кричати всю ніч» |
| 1998   | «Тополиный пух»                             | Олег Гусев                    | «Про це я буду кричати всю ніч» |
| 1999   | «Снегири»                                   | Евгений Митрофанов            | «Про це я буду кричати всю ніч» |
| 1999   | «Два океана»                                | Мария Лопатова                | «Про це я буду кричати всю ніч» |
| 2000   | «Зачем ви, девочки любите белобрысых»       | Григорій Константинопольський | "Ivanushki. Best. Ru "          |
|        | «Реви»                                      | Глеб Орлов                    | «Зачекай мене»                  |
| «Беги» | Олег Гусев                                  |                               | «Зачекай мене»                  |
| 2001   | «Капелька света»                            | Андрій Болтенко               | «Олег Андрій Кирило»            |
| 2002   | «Золотые облака»                            | Дмитрий Захаров               | «Олег Андрій Кирило»            |
| 2002   | «Безнадега точка ру»                        | Філіп Янковський              | «Олег Андрій Кирило»            |
| 2003   | «Букет сирени»                              | Дмитро Захаров                | «10 років у Всесвіті»           |
| 2003   | «Билетик в кино»                            | Федір Бондарчук               | «10 років у Всесвіті»           |
| 2004   | «Я люблю»                                   | Роман Пригунов                | «10 років у Всесвіті»           |
| 2005   | «За горизонт» (feat. фабрика)               | Гліб Орлов                    | «10 років у Всесвіті»           |
| 2006   | «Іволга»                                    | Віктор Придувалов             | TBA                             |
| 2007   | «Не могу без тебя»                          | Филип Готье                   | TBA                             |
| 2010   | «Новогодняя» (feat. дитячий хор «Велетень») | невідомий                     | TBA                             |

### Сольна кар'єра (2012—2017)

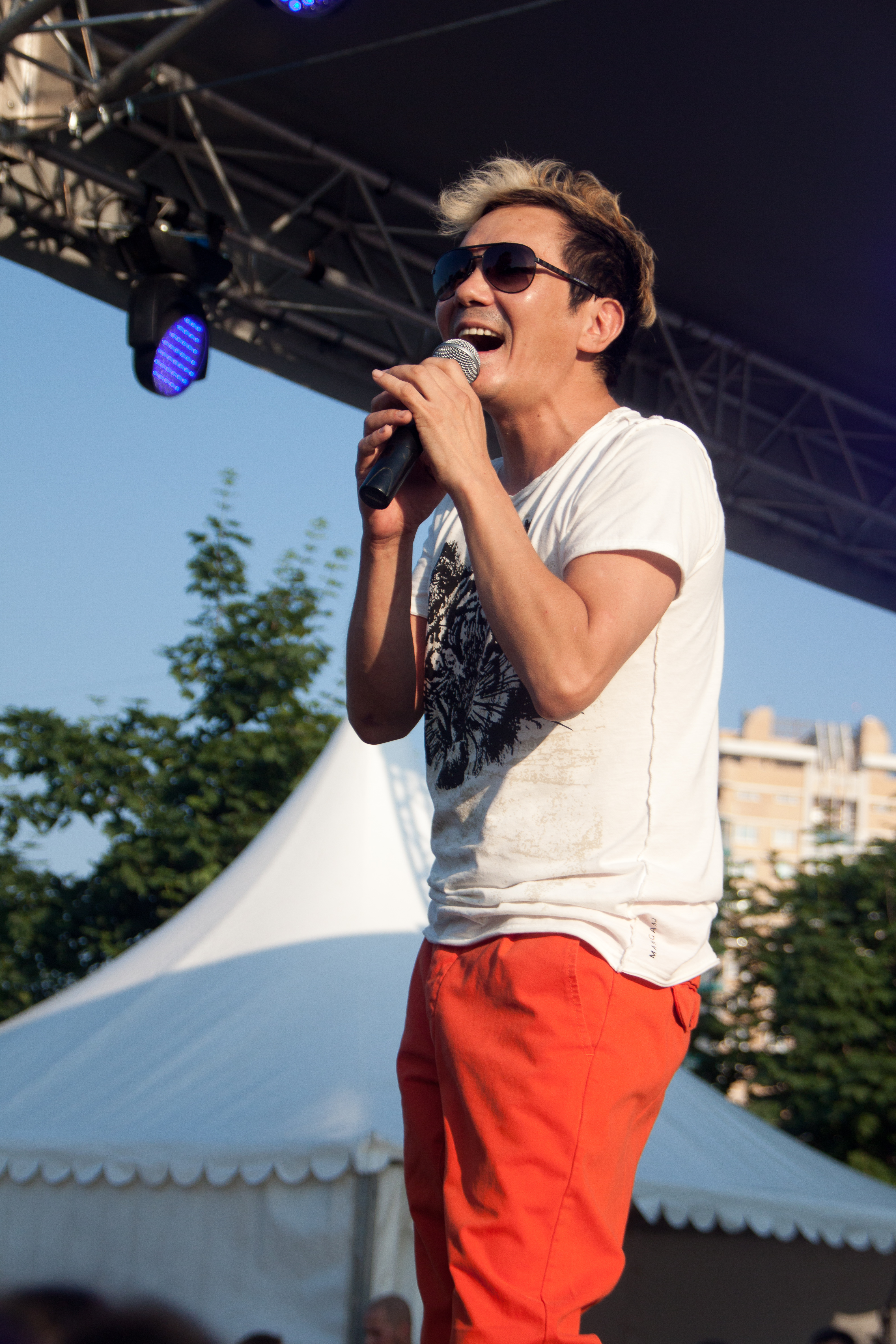
Олег Яковлев на празднике «Лучший город Земли» в р-не Гольяново (Москва), 29 июня 2013 года

У 2012 році Олег Яковлєв почав сольну кар'єру, вирішивши тимчасово відійти від роботи в «Іванушки» і підготувати сольну програму .
Перший кліп «Танцуй с закрытыми глазами» зняли на відпочинку під час «медового місяця» на Мальдівах в ньому знялися Олександра Куцевол і Олег Яковлєв.
| рік  | Пісня / Кліп                           | режисер                          |
| ---- | -------------------------------------- | -------------------------------- |
| 2012 | «Фрагменты»                            |                                  |
| 2012 | «Оставь себе»                          |                                  |
| 2012 | «Погода (Новая жизнь)»                 |                                  |
| 2012 | «Кукольные слезы»                      |                                  |
| 2013 | «Танцуй закрытыми глазами»             | Роман Кучерский                  |
| 2013 | «Позвонишь мне после трех шампанского» | Андрей Кириллов                  |
| 2013 | «Олимпиада 14»                         |                                  |
| 2014 | «Море синее»                           | Александр Катин                  |
| 2014 | «В рапиде»                             | Алексей Боев                     |
| 2015 | «Новогодняя»                           | Олег Яковлев, Александра Куцевол |
| 2015 | «Прости»                               |                                  |
| 2016 | «Мания»                                | Екатерина Санникова              |
| 2017 | «Джинсы»                               |                                  |
| 2017 | «Не плачь»                             |                                  |

### Хвороба і смерть
28 червня 2017 року в ЗМІ з'явилася інформація про те, що Олег Яковлєв госпіталізований у важкому стані, згодом потрапив у реанімацію з діагнозом «двостороння пневмонія, викликана цирозом печінки» .
29 червня о 07:05 ранку співак помер на 48-му році життя в одній із клінік Москви . Причиною смерті стала зупинка серця. Прощання з Олегом Яковлєвим відбулося 1 липня в Троєкуровському будинку Некрополь. Тіло кремовано на Троєкуровському кладовищі Москви .
7 серпня, на 40-й день після смерті, прах був похований на Троєкуровському кладовищі Москви (дільниця № 15, могила № 664).

### Версія смерті Олега Яковлєва
У 2018 році продюсер Ігор Матвієнко, відповідаючи на питання про істинні причини смерті солістів «Иванушек», зазначив, що Олега Яковлєва згубила залежність від алкоголю, а Ігоря Соріна — залежність від наркотиків .

### Спадщина
Згідно із заповітом, його майно на 200 мільйонів рублів : 3 квартири і кімната, в Москві, Санкт-Петербурзі і Чорногорії відходить до племінниці Тетяни і університетському другові Роману Радову.

### Сім'я
- Мати — Людмила Жамсараевна Гомбожава (дев. Яковлєва) (16 липня 1933[24] -1996)[25] — вчителька російської мови і літератури, хворіла на діабет[4][20], бурятка, коли народився Олег матері було 36 років, але в інтерв'ю він сказав, що 42, померла в 1996 році[25]
- Батько (рід. Ін. 1950)[25] — військовий, узбек, батька він ніколи не бачив, ім'я батька невідомо, по батькові у Олега таке ж, як у матері.[25] Мати була буддисткою, а батько — мусульманином, сам Олег сповідував православ'я[5][26] .
- Дві сестри від різних батьків — Світлана (1955—2010) і Дора (рід. 1962).[25]
- Племінниця Тетяна (нар. ін. 1977)[20] від старшої сестри Світлани (сестра померла в 2010 році від раку[20]), двоє онучатих племінників: Марк Яковлєв і Ігор Яковлєв.[25][27]

### Особисте життя
Зустрічався в студентські роки з Оленою Грищенко, стала актрисою іркутського ТЮГу, в 2001 році жив разом зі співачкою Іриною Дубцової.
Є позашлюбний син (вік невідомий), живе в Санкт-Петербурзі .

### Спорт
Займався в спортивній секції легкої атлетики, був кандидатом у майстри спорту. Захоплювався грою на більярді.

### Кліпи інших виконавців
- 2001 — Алла Пугачова — «Речной трамвайчик» (знімався разом з Ренатою Литвиновою)

## фільмографія
| рік  |   | Назва                 | роль           |
| ---- | - | --------------------- | -------------- |
| 1990 | ф | Сто дней до приказа   | епізод         |
| 2006 | ф | Первый Скорый         | епізод         |
| 2007 | ф | День виборов          | «Іван і Вушка» |
| 2007 | з | Любов не шоу — бізнес | камео          |

Написав сценарій для мультфільму, почав писати сценарій для фільму.

## Документальний фільм
- «Ігор Сорін і Олег Яковлєв» [Архівовано 30 січня 2019 у Wayback Machine.] з циклу «Прощання» (ТВЦ 2017).

## Телебачення
Разом з Олександрою Куцевол вів телепрограму «ВКонтакте Live» на молодіжному музичному телеканалі Russian Musicbox.